# Klingonenbegegnung
Klingonenbegegnung (Originaltitel: The Emissary) ist die 20. Folge der zweiten Staffel der US-amerikanischen Science-Fiction-Fernsehserie Raumschiff Enterprise – Das nächste Jahrhundert. Sie wurde in den Vereinigten Staaten über Syndication vermarktet und erstmals am 29. Juni 1989 auf verschiedenen Fernsehsendern ausgestrahlt. In Deutschland war sie zum ersten Mal am 12. Juni 1992 in einer synchronisierten Fassung im ZDF zu sehen.

## Handlung
Im Jahr 2365 bei Sternzeit 42901.3 soll die Enterprise sich mit einem Sondergesandten der Sternenflotte treffen. Der Grund wird zunächst nicht mitgeteilt, aber offenbar drängt die Zeit, denn der Gesandte nutzt eine enge, warpfähige Sonde, um der Enterprise entgegenzufliegen. Der Gesandte stellt sich schließlich als die Halb-Klingonin K’Ehleyr heraus – eine alte Freundin von Sicherheitschef Worf. Sie erklärt, dass es um einen getarnten klingonischen Schlachtkreuzer geht, der vor 75 Jahren gestartet ist, als die Klingonen und die Föderation noch gegeneinander Krieg führten. Die Besatzung wurde damals in Kälteschlaf versetzt und wird in Kürze erwachen. Da sie keine Ahnung hat, dass die Klingonen und die Föderation inzwischen Alliierte sind, stellt die Besatzung eine große Gefahr für mehrere in der Nähe befindliche Außenposten dar. Die Enterprise soll das Schiff daher abfangen. K’Ehleyr glaubt, dass die Bedrohung nur durch die Zerstörung des Schlachtkreuzers beseitigt werden kann. Captain Picard bevorzugt jedoch eine unblutige Lösung und weist K’Ehleyr an, zusammen mit Worf nach einer solchen zu suchen.
Die beiden machen sich an die Arbeit, können sich aber kaum darauf konzentrieren, denn ihr unerwartetes Wiedersehen ruft Erinnerungen an die Vergangenheit wach. K’Ehleyr wirft Worf vor, sich in den sechs Jahren seit ihrem letzten Treffen sehr verändert zu haben. Er wirke jetzt viel kälter und distanzierter. Sie geraten in Streit und gehen auseinander. In ihrem Quartier erleidet K’Ehleyr einen Wutausbruch. Counselor Troi rät ihr, etwas Dampf abzulassen. K’Ehleyr sucht daraufhin das Holodeck auf, um eines von Worfs Trainingsprogrammen auszuprobieren. Auch Worf wirkt äußerst aufgewühlt und Picard gibt ihm den Befehl, sich zu entspannen. Er geht ebenfalls aufs Holodeck. Zusammen mit K’Ehleyr kämpft er gegen holografische Gegner. Die Erregung des Kampfes führt schließlich dazu, dass die beiden sich wieder näher kommen und miteinander schlafen. Worf beabsichtigt daraufhin, K’Ehleyr zu seiner Gefährtin zu machen, und stimmt einen klingonischen Hochzeitsschwur an. K’Ehleyr lehnt das jedoch strikt ab, denn im Gegensatz zu Worf hat sie sich von den klingonischen Traditionen stark entfremdet.
Schließlich trifft die Enterprise auf den klingonischen Kreuzer. Dieser eröffnet sofort das Feuer, tarnt sich dann wieder und dreht ab. Da seine Tarnvorrichtung veraltet ist, kann die Enterprise ihn weiterhin orten und verfolgen. Worf hat schließlich eine Idee: Er zwingt den Kreuzer zur Kontaktaufnahme und gibt sich gegenüber dem klingonischen Captain als Kommandant der Enterprise und K’Ehleyr als seine erste Offizierin aus. Er will den Captain davon überzeugen, dass der Krieg lange vorbei ist, und impliziert durch das Tragen einer klingonischen Uniform, dass die Klingonen ihn gewonnen haben. Der Captain akzeptiert Worfs Worte schließlich und willigt ein, dass K’Ehleyr vorübergehend das Kommando übernimmt, bis ein weiteres Klingonenschiff eintrifft, um den Kreuzer zur Heimaltwelt zu eskortieren. Im Transporterraum der Enterprise verabschiedet Worf K’Ehleyr und beide gestehen sich, dass sie darauf hoffen, sich eines Tages wiederzusehen.

## Verbindungen zu anderen Star-Trek-Produktionen
Folge 4.07 (Tödliche Nachfolge) von Raumschiff Enterprise – Das nächste Jahrhundert aus dem Jahr 1990 baut auf der Handlung von Klingonenbegegnung auf. K’Ehleyr hat hier erneut einen Auftritt und stellt Worf seinen Sohn Alexander vor, der während ihrer Affäre in Klingonenbegegnung gezeugt wurde. Alexander wird von da an zu einer wiederkehrenden Nebenfigur in den Serien Raumschiff Enterprise – Das nächste Jahrhundert und Star Trek: Deep Space Nine.

## Produktion

### Drehbuch
Die Folge basiert auf einer unpublizierten Geschichte von Thomas H. Calder, die von Richard Manning und Hans Beimler zu einem vollwertigen Drehbuch ausgebaut wurde. In der Folge wurden die alte und die junge Klingonengeneration erstmals unmittelbar gegenübergestellt, wodurch eine kulturelle Perspektive entstand. Die älteren Klingonen agierten hierbei ähnlich eindimensional, wie es in den Star-Trek-Kinofilmen und Raumschiff Enterprise der Fall war, wodurch eine kulturelle Entwicklung in den jüngeren Klingonen suggeriert wurde.

### Darsteller
Die Hauptfigur Wesley Crusher (Wil Wheaton) hat in dieser Folge keinen Auftritt.
Schon in der Episode 2.06 Das fremde Gedächtnis war für Worf eine vulkanische Freundin geplant, die nun standesgemäß in Form der Klingonin K’Ehleyr Wirklichkeit werden sollte. Suzie Plakson spielte K’Ehleyr noch einmal in Folge 4.07 (Tödliche Nachfolge) von Raumschiff Enterprise – Das nächste Jahrhundert aus dem Jahr 1990. Zuvor hatte sie bereits Dr. Selar in Folge 2.06 (Das fremde Gedächtnis) dargestellt. Sie spielte später noch eine Q in Folge 3.11 (Die "Q"-Krise) von Star Trek: Raumschiff Voyager aus dem Jahr 1996 und Tarah in Folge 2.15 (Waffenstillstand) von Star Trek: Enterprise aus dem Jahr 2003.
Anne Ramsay hatte Fähnrich Clancy zuvor bereits in Folge 2.03 (Sherlock Data Holmes) von Raumschiff Enterprise – Das nächste Jahrhundert gespielt.
Lance LeGault war ein weiterer stark maskierter Gast und spielte den Klingonen K’Temoc in unkenntlicher Form. Damit war er der erste Gast aus der Serie Das A-Team, wo er Colonel Decker spielte. Ein weiterer Schauspieler aus dieser Serie kam später mit Dwight Schultz an Bord der Enterprise D.

### Modelle
Für die Darstellung des klingonischen Schlachtkreuzers wurde eine Sequenz aus Star Trek: Der Film wiederverwendet.

## Adaptionen
Die beiden nicht-kanonischen Romane Mission auf Dantar und Überleben von Peter David aus dem Jahr 1993 erzählen die Vorgeschichte von Worf und K’Ehleyr acht Jahre vor den Ereignissen von Klingonenbegegnung.

## Rezeption
Keith DeCandido bewertete Klingonenbegegnung 2011 auf tor.com als eine sehr gute Folge von Raumschiff Enterprise – Das nächste Jahrhundert. Suzie Plakson spielt K’Ehleyr hervorragend und das Zusammenspiel mit Michael Dorn funktioniert perfekt. Die Handlung um das Klingonenschiff ist recht simpel gehalten, wird aber schlau und effektiv aufgelöst.
Alexandra August führte die Romanze zwischen Worf und K’Ehleyr 2017 auf cbr.com in einer Liste der 15 besten Star-Trek-Liebesbeziehungen auf Platz 9.
Juliette Harrisson führte Suzie Plakson 2017 auf denofgeek.com für ihre Leistungen in Klingonenbegegnung und Tödliche Nachfolge in einer Liste der zehn besten Gastdarsteller von Raumschiff Enterprise – Das nächste Jahrhundert auf Platz 10.
Sven Harey zählte Klingonenbegegnung 2017 auf der Website Den of Geek als eine der 25 besten Folgen der Serie Raumschiff Enterprise – Das nächste Jahrhundert.